# 영동중학교 (충북)
영동중학교(永同中學校)는 대한민국 충청북도 영동군 영동읍 계산리에 있는 공립 중학교이다.

## 학교 연혁
- 1946년 8월 9일 : 영동초급중학교 설립인가(3년제 6학급)
- 1946년 11월 20일 : 개교(초대 김춘학 교장 부임)
- 1977년 5월 4일 : 본관 20개 교실 완공
- 1980년 3월 1일 : 교장 중.고 분리
- 1981년 11월 19일 : 체육관 준공
- 1987년 3월 1일 : 영동여자중학교 폐교로 통합
- 1993년 4월 29일 : 과학관 준공, 개관
- 2000년 3월 1일 : 학칙 변경(17학급)
- 2025년 2월 7일 : 제 77회 졸업식(졸업생 113명, 계 19,237명)
- 2025년 3월 4일 : 입학식(남 61, 여 45, 계 106명)

## 참고 자료
- 영동중학교 - 한국교육학술정보원 학교알리미